# خيار مشترك
الخيار المشترك (والذي يطلق عليه كذلك اسم الاستقطاب المشترك ومشاركة الاستقطاب ومشاركة الخيارات) عبارة عن طريقة انتخابات يقوم فيها أفراد اللجنة (أو المجموعات المشابهة) بالتصويت لشغل منصب شاغر في تلك اللجنة أو المجموعة. وعندما يتم اختيار لجنة صغيرة باستخدام أسلوب التمثيل النسبي، يمكن أن ينظر إلى الخيار المشترك على أنه غير مناسب لأن العضو المنتخب حديثًا لن يمثل بالضرورة مصالح المجموعة التي يمثلها العضو الذي خرج من المنصب.
ويمكن أن تقوم مجموعة بإجراء الخيار المشترك على فرد أو مجموعة أصغر أو أضعف من أجل استيعابه (استيعابها).

## دراسات فيليب سيلزنيك
في الدراسة المميزة التي قام بها فيليب سيلزنيك حول سلطة مدينة تينيسي، قام بتعريف الخيار المشترك على أنه «استيعاب العناصر الجديدة في هيكل القيادة أو وضع السياسات في المنظمة كوسيلة للحد من التهديدات الموجهة ضد استقرارها أو تواجدها»، وقد قام بتعريف نوعين نموذجيين، هما: النوع الرسمي والنوع غير الرسمي. فالخيار المشترك الرسمي يكون معترفًا به من العامة، ويتم القيام به من أجل سببين: عندما تكون شرعية المنظمة أو القيادة محل شك من قبل الجهة الحاكمة أو عمل قنوات يعتمد عليها من أجل الاتصالات الإدارية والتوجيه الإداري. وفي الغالب، لا يشارك الخيار المشترك الرسمي السلطة الفعلية مع من تم اختيارهم بشكل مشترك، ولكنه يشارك مسؤولية السلطة.
وقد قام سيلزنيك بتعريف الخيار المشترك غير الرسمي على أنه استجابة لأفراد محددين أو لمجموعات محددة تدير الموارد اللازمة، وبما يؤدي بالتالي إلى حصول الطرف الذي يتم اختياره بشكل مشترك على التأثير الفعلي. ويمكن أن يقوض الإقرار العام من شرعية السلطة، وبالتالي، فإن المنظمة يمكن أن تمتنع عن الإقرار بهذه العلاقة غير الرسمية أمام العامة.